# У Украины есть талант
Украї́на ма́є тала́нт (с укр. — «Украина имеет талант») — шоу талантов в украинском телеканале СТБ, стартовавшее в 2009 году. Является аналогом американского телешоу Саймона Коуэлла «В Америке есть таланты».
Съемки первого сезона проходили в 2009 году в шести больших городах: Одессе, Харькове, Донецке, Днепропетровске (ныне — Днепр), Львове, Киеве. Премьера состоялась на телеканале СТБ 3 апреля 2009 года (кастинг в Одессе).
С 4 сезона зрители увидели изменения: как в эпизодах кастингов, так и на прямых эфирах в шоу задействованы уже две сцены для выступлений. Первая — для классических выступлений, а вторая — для экстремальных жанров (паркур, мотокроссинг и т. п.), которым требуется большая площадь и возможность установки дополнительного громоздкого оборудования.
В 2021 году, в честь 30-летия независимости Украины в эфир возвращается проект в обновлённом формате.

## Правила
Возраст и место жительства значения не имеют. Предкастинги конкурса проводятся в 24 городах Украины. Организаторы шоу пересматривают несколько тысяч номеров, чтобы выбрать лучшие номера для телевизионных отборов, среди которых жюри определяет 20 полуфиналистов . Отобранные участники соревнуются за звание самого талантливого украинца и приз в 1 млн гривен (в 8-м сезоне — 500 тыс. гривен). Победитель определяется смс-голосованием. Телезрители отправляют сообщения на протяжении выпуска новостей в полуфинале, а в финале на протяжении недели, и по итогам голосования определяют имена 4 финалистов. В финале зрители определяют победителя сезона.
Во 2-м и 3-м сезоне в шоу проводилось новое шоу «Второй шанс», в котором не прошедшие в полуфинал таланты соревнуются за участие в гала-концерте. В четвёртом сезоне «Второго шанса» нет.
В 8-м и 9-м сезонах участвовали дети. Возраст участников — от 2 до 16 лет.

## Судьи
Сезоны 1—5
1. Влад Яма — танцор, хореограф, шоумен.
2. Слава Фролова — телеведущая.
3. Игорь Кондратюк — с 1985 года член клуба Что? Где? Когда?, автор успешных телевизионных проектов, шоумен.

Сезон 6
1. Эктор Хименес-Браво — шеф-повар
2. Игорь Кондратюк
3. Слава Фролова
4. Вячеслав Узелков — украинский боксёр-профессионал в полутяжёлой весовой категории

Сезон 7
1. Вячеслав Узелков
2. Слава Фролова
3. Игорь Кондратюк

Сезоны 8—9
1. Dzidzio — украинский певец и лидер группы DZIDZIO.
2. Слава Фролова
3. Игорь Кондратюк

Сезон 10. «30 лет Независимости».
1. Сергей Притула — украинский телеведущий, актёр, продюсер.
2. Ксения Мишина — украинская актриса театра и кино.
3. Женя Кот — украинский танцор, хореограф, продюсер и постановщик.
4. Член жюри «Х» — приглашенный член жюри к каждому из выпусков, среди которых: Маша Ефросинина (украинская телеведущая, актриса, общественный деятель), Жан Беленюк (украинский спортсмен и политик, Олимпийский чемпион), Руслана (украинская певица, продюсер, победительница «Евровидение-2004») и другие.

## Победители
- Победителем сезона 2009 года стала художница Ксения Симонова из Евпатории[8], работающая в жанре песочная анимация.
- Победителем сезона 2010 года стала певица Елена Ковтун из Полтавы.
- Победителем сезона 2011 года стал фокусник-иллюзионист Виталий Лузкарь из Киева.
- Победителем сезона 2012 года стала команда Workout из Киева.
- Победителем сезона 2013 года стал коллектив «Лисапетный батальон» из села Пятничаны Хмельницкой области.
- Победителем сезона 2014 года стала семья акробатов Дудник из Луганска.
- Победителем сезона 2015 года стал певец Саид Джурди Абд Аллах из Сирии.
- Победителем сезона 2016 года стала Арина Шугалевич из Дубровицы Ровненской области.
- Победителем сезона 2017 года стала Вероника Морская из Белой Церкви.
- Победителем сезона 2021 года стал Артём Фесько из Попельни Житомирской области.

## Проверка и подтверждение результатов
Проверка и подтверждение результатов подсчёта полученных голосов проводилась международной аудиторской компанией Ernst & Young.

## Рейтинг
Средняя аудитория одной программы составляла 11 миллионов человек. Средний рейтинг выпусков 8,61, доля 27,53 % (аудитория 14-49, 50+). Финал шоу «У Украины есть талант» 19 июня собрал рекордную аудиторию 18,6 млн. — не только для самой программы, но и для канала СТБ в целом. Показатели по аудитории 18+ (общеукраинская панель) доля 33,2 %, рейтинг — 11,43 %. По аудитории 14-49 лет доля 37,5 %, рейтинг 10,7 %. Рейтинг канала по аудитории 14-49 составил 18,2 %.
Третий сезон посмотрело 15 миллионов человек.

## Интересные факты
- Дмитрий Халаджи отказался от участия в проекте в пользу дуэта «Артван»[9].
- Во втором и пятом сезонах в финале участвовало 11 финалистов (вместо 10). Во втором сезоне, где Славе Фроловой предстояло определить последнего финалиста между Романом Болдузевым и Александром Божиком, она приняла решение взять в финал обоих конкурсантов. В пятом, по согласованному решению судей, в финале участвовали Сергей Евплов и Алёна и Полина Николаенко.
- В четвёртом сезоне судьи отобрали для полуфинала 59 участников (вместо обычных 50), а выбрать 60-го предоставили телезрителям из десяти претендентов. Счастливчиком стал пианист Евгений Хмара.
- Позже, в том же сезоне, по общему решению судей, в финале участвовало 11 финалистов. Одиннадцатого финалиста выбирали телезрители из пяти полуфиналистов, занявших в каждом полуфинале 3-е место. Таким образом, в финал прошел певец Евгений Литвинкович.
- В пятом сезоне в полуфинале участвовало 40 конкурсантов.
- Самый младший участник проекта — победитель восьмого сезона 2-летняя Арина Шугалевич.